# Zemětřesení v Kóbe
Zemětřesení v Kóbe, které je známé také jako Velké hanšinské zemětřesení, bylo zaznamenáno v jižní části japonské prefektury Hjógo 17. ledna 1995, v 05:46 JST. Zemětřesení mělo sílu 7,2 stupně Richterovy škály. Otřesy trvaly přibližně 20 sekund. Epicentrum bylo na severním konci ostrova Awadži, 20 km od města Kóbe.
Katastrofa si vyžádala přibližně 6434 obětí, přímo ve městě Kóbe bylo 4600 obětí. Toto zemětřesení bylo největším po Velkém zemětřesení v Kantó roku 1923, které si vyžádalo 140 000 obětí.

## Škody
Následky se dají rozdělit do dvou částí – primární a sekundární. Mezi primární následky patří kolaps 200 000 budov, jednoho kilometru dálnice Hanšin a zničení 120 z 150 nábřeží v přístavu Kóbe. Do sekundárních následků patří přerušení dodávky elektřiny. Mnoho obyvatel se bálo vrátit domů, protože následné otřesy trvaly několik následujících dní.

### Škody ve městech a předměstích
Většina materiálních a lidských ztrát byla ve městech a předměstích v prefektuře Hjógo. Tradiční stavby, které zde stály, měly původní střechy, které byly navrženy tak, aby odolaly tajfunu, ale pilíře a stěny, na kterých byly vystavěny, nebyly projektovány pro ochranu proti zemětřesení. To mělo za následek, že střechy spadly na konstrukci a celou ji rozdrtily. V oblasti byla zničena každá pátá budova. V obchodní čtvrti bylo zničeno také 22 % kanceláří.

### Škody na infrastruktuře
Zemětřesení zanechalo nejvíce stop na infrastruktuře – dálnicích a dalších stavbách. Stavby měly být konstruovány tak, aby odolaly zemětřesení, ale nedbalost při výstavbě způsobila kolaps několika úseků dálnic.

## Další následky

### Ekonomické následky
Katastrofa způsobila škodu na majetku v hodnotě 10 bilionů jenů, což tehdy představovalo 2,5 % HDP Japonska. Většina majetku nebyla v oblasti pojištěna. Například ve městě Kóbe byla proti zemětřesení pojištěna jen 3 % majetku. Zemětřesení mělo také významný vliv na japonské akciové trhy a zapříčinilo pokles indexu Nikkei 225.

### Dobrovolníci
Před touto katastrofou nebylo příliš obvyklé, aby při živelních katastrofách pomáhali dobrovolníci z řad japonských civilistů. Právě rok 1995 je považován za převrat v této oblasti, kdy na pomoc městu Kóbe a jeho okolí přijely masy dobrovolníků z celého Japonska. 17. leden byl v Japonsku vyhlášen „Dnem prevence katastrof a dobrovolnictví“ a týden mezi 15. a 21. lednem je „Týdnem prevence katastrof a dobrovolnictví“.

### Vzpomínky
Každým rokem se 17. ledna v parku Higaši Júenči (東遊園地), který se nachází vedle radnice v Kóbe, rozsvěcí číslice „1.17“, které symbolizují datum katastrofy.